# Aspidonitys casta
Aspidonitys casta är en insektsart som beskrevs av Karsch 1895. Aspidonitys casta ingår i släktet Aspidonitys och familjen Eurybrachidae. Inga underarter finns listade i Catalogue of Life.